# Condado de Wise (Virginia)
El condado de Wise (en inglés: Wise County), fundado en 1790, es uno de 95 condados del estado estadounidense de Virginia. En el censo de los Estados Unidos de 2020, el condado tenía una población de 36 130 habitantes, una superficie de tierra de 403,44 millas cuadradas (1044,9 km²) y una densidad poblacional de 89,6 personas por mi² (34,6. por km²). La sede del condado es Wise.

## Geografía
Según la Oficina del Censo, el condado tiene un área total de 1050 km² (405,4 mi²), de la cual 403,44 mi² (1044,9 km²) es tierra y 3 km² (1,2 mi²) (0.29%) es agua.

### Condados adyacentes
- Condado de Letcher (Kentucky) (noroeste)
- Condado de Pulaski (norte)
- Condado de Dickenson (noreste)
- Condado de Russell (este)
- Condado de Scott (sur)
- Condado de Lee (suroeste)
- Condado de Harlan (Kentucky) (oeste)
- Norton (enclave dentro del condado)

## Demografía
Según el censo de 2000, los ingresos medios por hogar en el condado eran de $26,149, y los ingresos medios por familia eran $32,898. Los hombres tenían unos ingresos medios de $28,983 frente a los $21,029 para las mujeres. La renta per cápita para el condado era de $14,271 Alrededor del 20.00% de la población estaban por debajo del umbral de pobreza.

## Transporte

### Principales carreteras
- U.S. Route 23
- U.S. Route 58 Alterna
- Ruta Estatal de Virginia 63
- Ruta Estatal de Virginia 72
- Ruta Estatal de Virginia 83

## Localidades
- Appalachia
- Big Stone Gap
- Coeburn
- Pound
- Wise
- St. Paul
- La ciudad independiente de Norton se encuentra dentro del condado de Wise, pero no forma parte del condado.